# The Bobs
The Bobs sono un gruppo musicale a cappella e new wave, fondato a San Francisco.

## Storia del gruppo
Cominciarono la loro carriera realizzando cover di canzoni doo-wop, per passare ad alcuni singoli come Helter Skelter (The Beatles) e Psycho Killer (Talking Heads), che furono inserite nel loro primo album omonimo nel 1983. L'anno seguente si guadagnarono un Grammy per il miglior arrangiamento di una canzone già esistente, Helter Skelter.
The Bobs sono usciti spesso dai canoni a cappella, introducendo degli strumenti, infatti la maggior parte del loro album del 1995 Plugged è accompagnato da dei piccoli tamburi, ma fece anche un grande uso di attrezzatura da studio per far sembrare le voci simili a chitarre.
Durante tutti gli anni di attività, attraverso tour e registrazioni, vinsero vari premi per le composizioni e per l'esibizione vocale.

## Membri del gruppo

### Membri attuali
- Richard "Bob" Greene (membro originale)
- Matthew "Bob" Stull (membro originale)
- Amy "Bob" Engelhardt
- Dan "Bob" Schumacher

### Ex membri
- Gunnar Madsen (membro originale)
- Janie "Bob" Scott (membro originale)
- Lori "Bob" Rivera
- Joe "Bob" Finetti

## Discografia
- 1983: The Bobs
- 1987: My, I'm Large
- 1988: Songs for Tomorrow Morning
- 1991: Sing the Songs of...
- 1993: Shut Up and Sing!
- 1994: Cover the Songs of...
- 1995: Plugged
- 1996: Too Many Santas
- 1997: I brow club
- 2000: Coaster
- 2003: 20 Songs From 20 Years: The Best of The Bobs
- 2005: Rhapsody in Bob
- 2007: Get Your Monkey off My Dog
- 2008: Songs at Any Speed  (2008)

Una raccolta di alcune loro canzoni prese da album come The Bobs, My, I'm Large, and Songs for Tomorrow Morning, chiamata The Best of the Bobs, fu realizzata nel 1990 in Germania.